# 大邱圣母堂

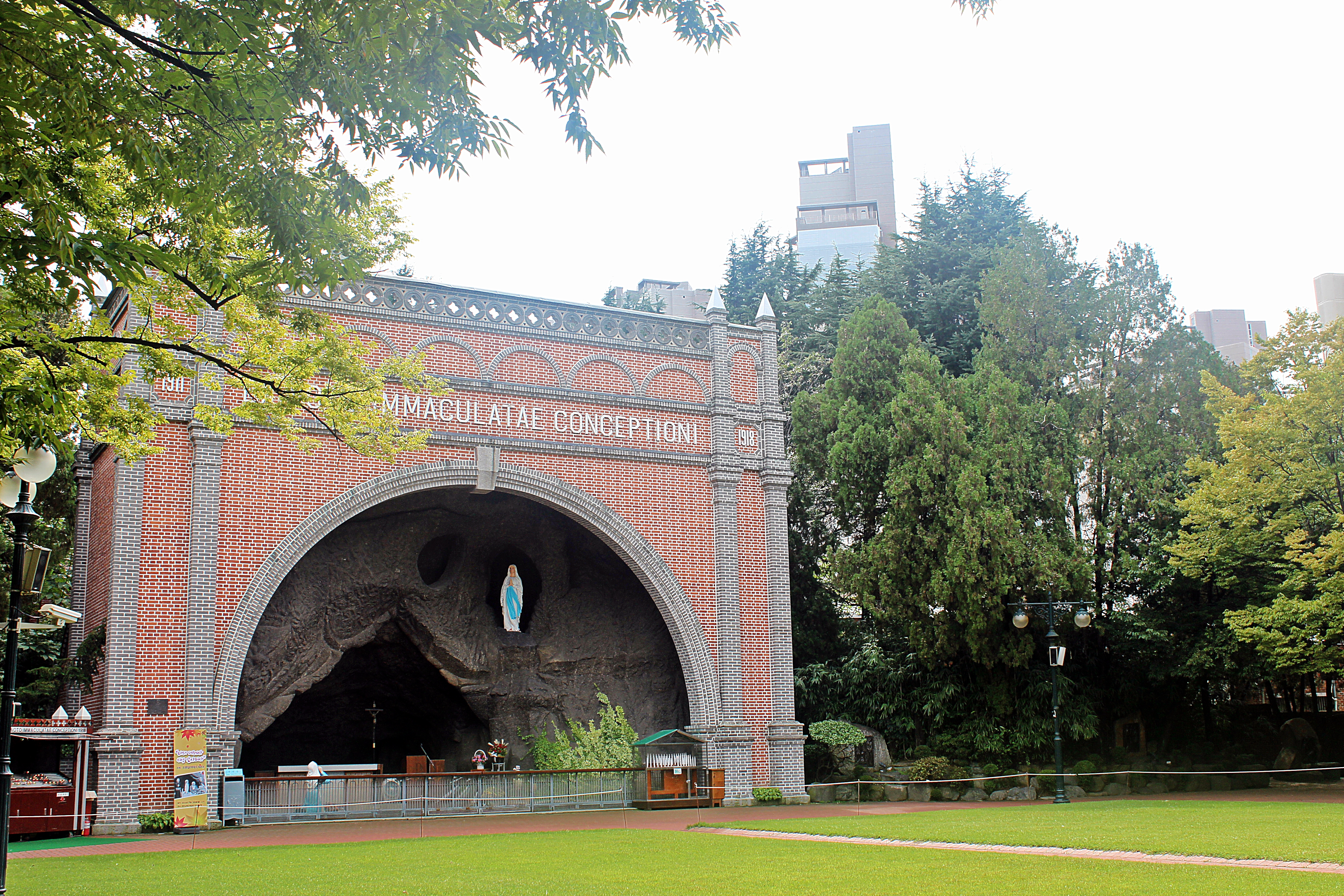

圣母堂（韓語：성모당）是天主教大邱总教区的一处朝圣教堂，位于韩国大邱广域市中区南山洞南山路4街112号。1990年12月15日，圣母堂列为大邱广域市有形文化财产第29号。
教区首任主教安世华主教（Florian Demange）决定以露德圣母为大邱总教区的主保聖人。该堂于1917年7月开工，1918年8月15日竣工。该堂用黑砖和红砖建造，各部分比例和砖纹精美，至今仍保持原貌。
建筑物的上部刻有“1911 EX VOTO IMMACULATAE CONCEPTIONI 1918”字样。1911是大邱总教区成立的年份，中间的拉丁文意思是“圣母无原罪始胎”。1918是教堂建成的年份。

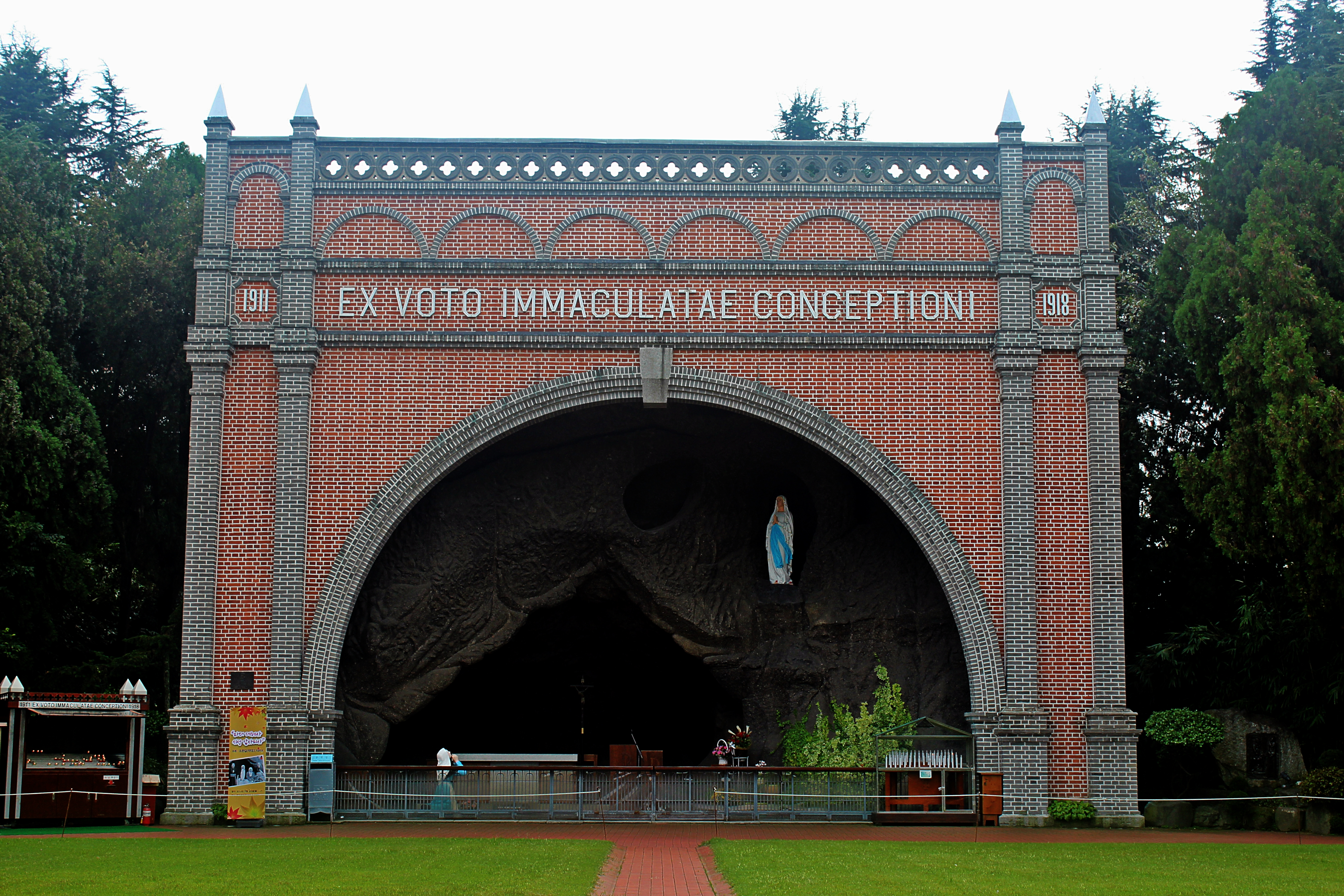
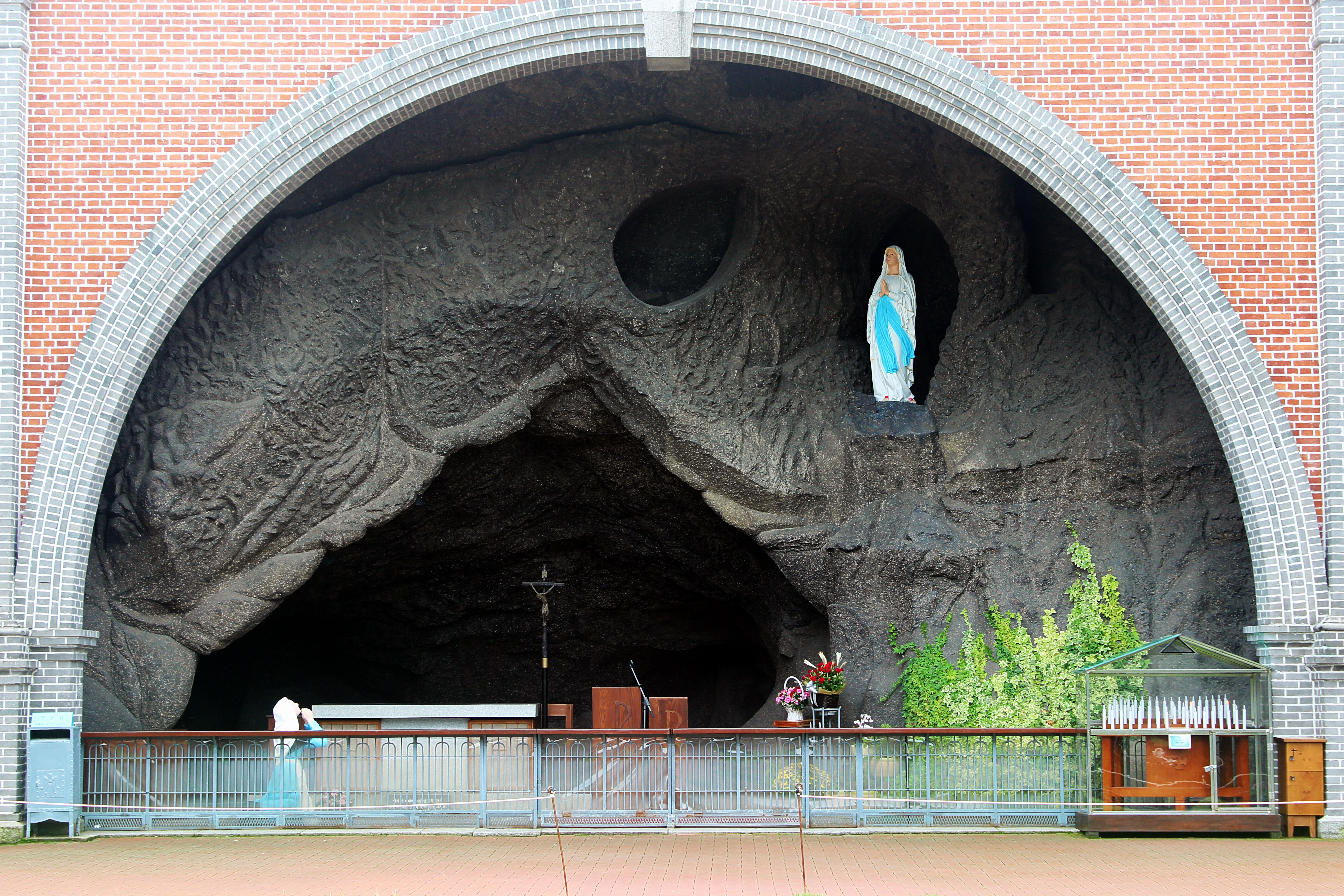

自2014年以来，该堂成为大邱总教区的标志。